# Okręty podwodne projektu 667BD
Okręty podwodne projektu 667BD Murena-M (NATO: Delta II) – typ radzieckich okrętów podwodnych o napędzie nuklearnym skonstruowanych do przenoszenia pocisków balistycznych SLBM systemu D-9D: R-29D. Cztery okręty tego typu wybudowano w celu zwiększenia do szesnastu liczby  przenoszonych pocisków, względem dwunastu pocisków SLBM przenoszonych przez okręty projektu 667B. W tym celu okręty te przedłużono o jedną dodatkową sekcję mieszczącą cztery wyrzutnie.
W roku 1999 wszystkie okręty projektu 667BD zostały skreślone ze stanu floty.